# Guassussê

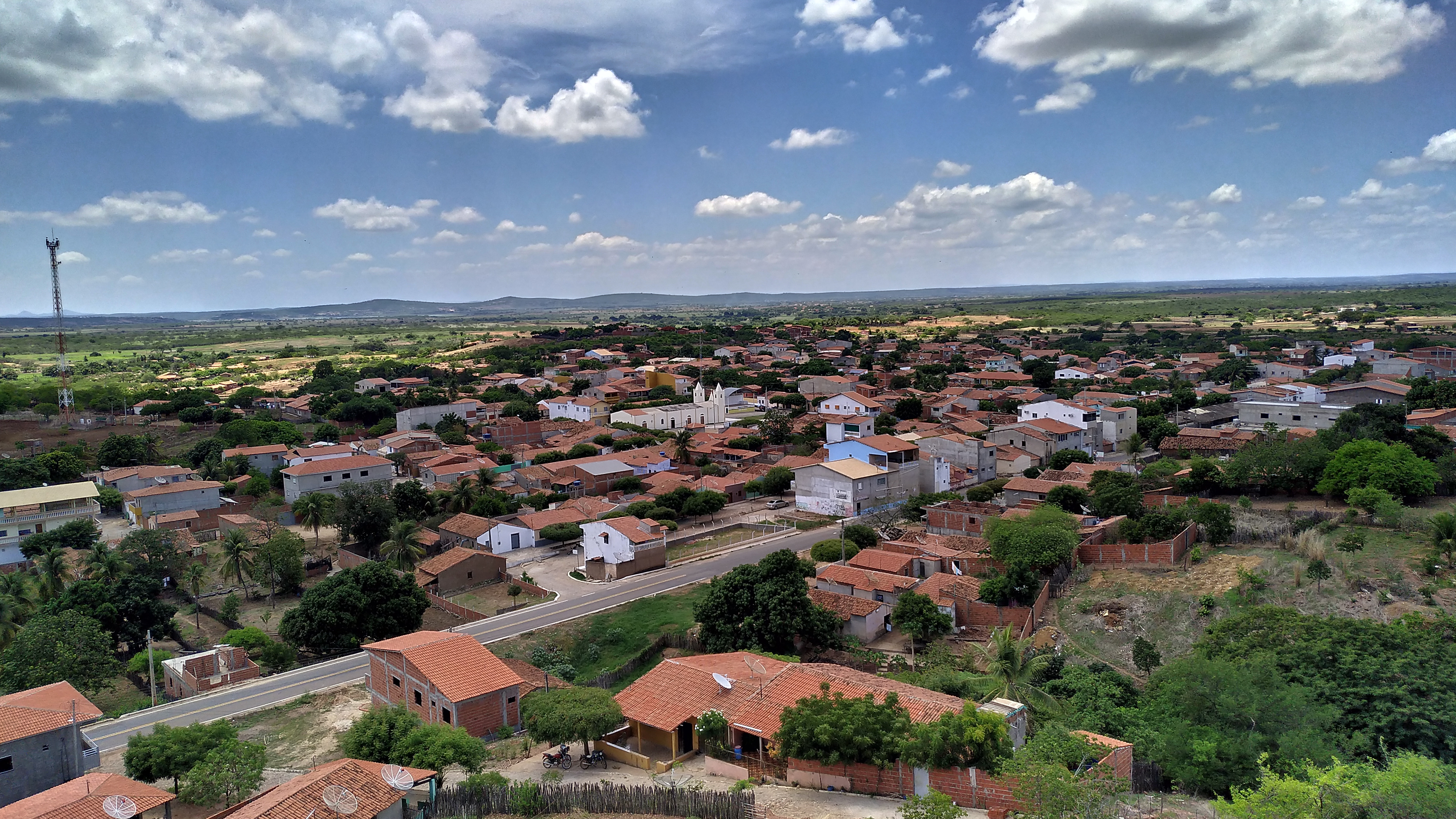
Vista de Guassussê a partir do Cruzeiro.

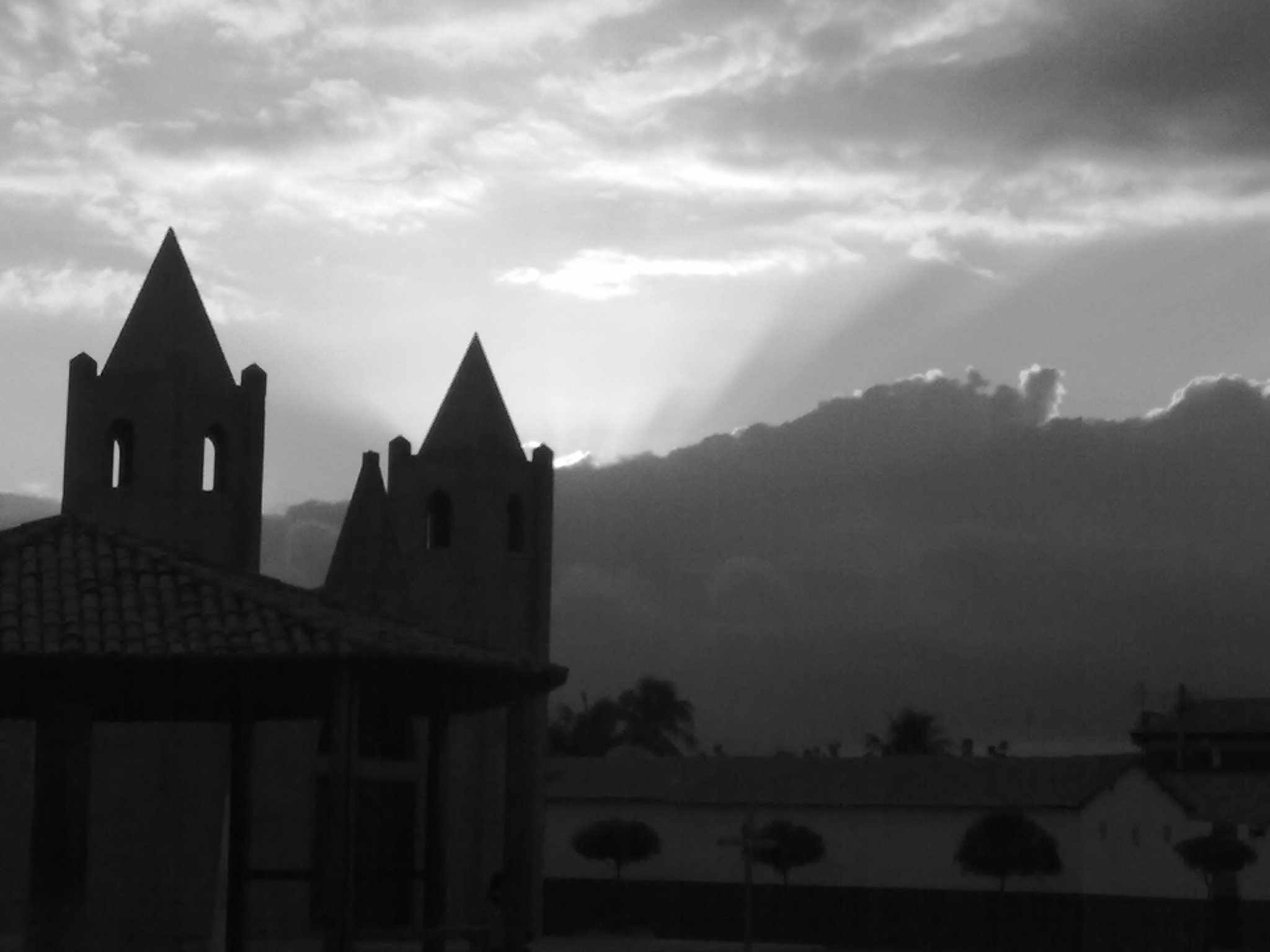
Igreja Matriz de Guassussê ao nascer do sol.

Guassussê é um distrito do município de Orós, Ceará. Sua população estimada em 2013 (IBGE) de cerca de 2880 habitantes. Situado a cerca de 18 km da sede do município, o distrito oferece, entre outras opções de lazer, a oportunidade de um delicioso banho no pequeno riacho que corta o distrito. Conhecido como "canal", o riacho atrai moradores da região, os quais podem saborear um delicioso peixe frito em um de seus badalados balneários (destaque para o "Balneário do Trapiá"). Há também outros balneários entre eles o Balneário Encanto das Águas (localizado no Açude Pontilhão) e o Balneário Bastião (também no canal).

## História
Sua história é marcada pela construção do Açude Orós no mandato do então presidente Juscelino Kubitschek. No ano de 1960 quando a antiga vila de Conceição do Buraco foi inundada pelas águas do então recém-construído reservatório, os moradores do saudoso vilarejo tiveram de sair às pressas de suas casas,em plena madrugada, para salvarem suas vidas e o pouco que tinham. 
Sem rumo, vieram parar do outro lado do serrote que cortava a região, nas terras do Sr. Badeco (Manoel Raimundo Montanha), que com a mais sincera gentileza cedeu um pouco de sua enorme propriedade para os pobres desabrigados refazerem suas vidas e reconstruírem sua terra natal que depois viria a ser chamada de Guassussê. 

## Renda

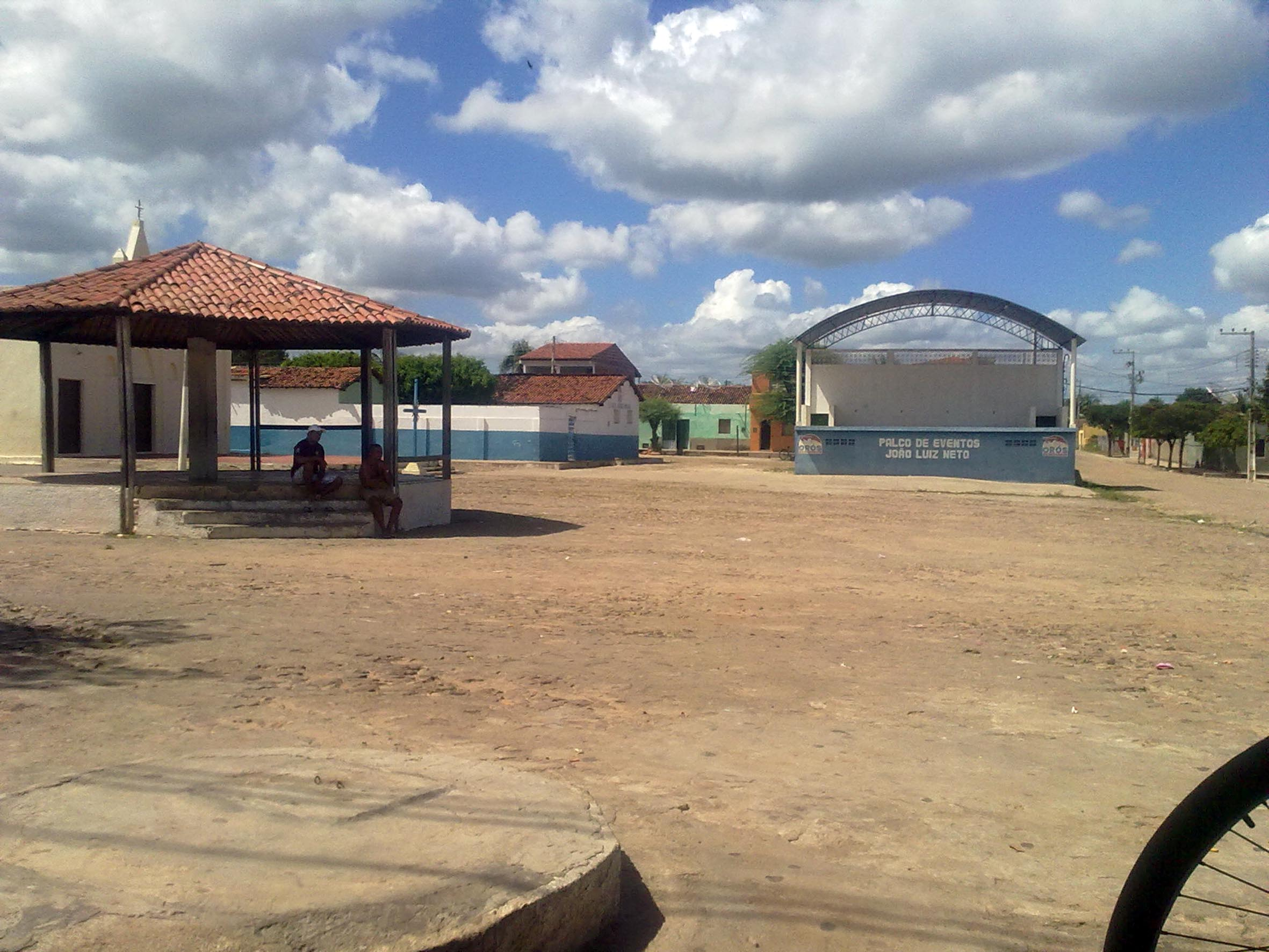
Imagem do centro de Guassussê

A renda do distrito de Guassussê baseia-se em grande parte na agricultura, pecuária e no comércio local.

## Lazer
Como já dito antes, os balneários da região são a melhor oferta de lazer. Porém há bares e restaurantes que oferecem piscinas para banho de crianças e adultos sendo assim uma espécie de resort. Dentre eles temos o Bar do Coqueiro, O já mencionado Balneário Encanto das Águas, esses dois localizados na saída para Iguatu, e o mais novo Point Dos amigos localizado na Rua da Quadra.

## Geografia
O distrito de Guassussê subdivide-se em alguns bairros. São eles:
- Alto do Cruzeiro;
- Baixada;
- Betânia;
- Cajazeiras;
- Campo;
- Populares I e II;
- São José (antiga Pinguela);
- Trapiá;
- Túnel.

## Educação

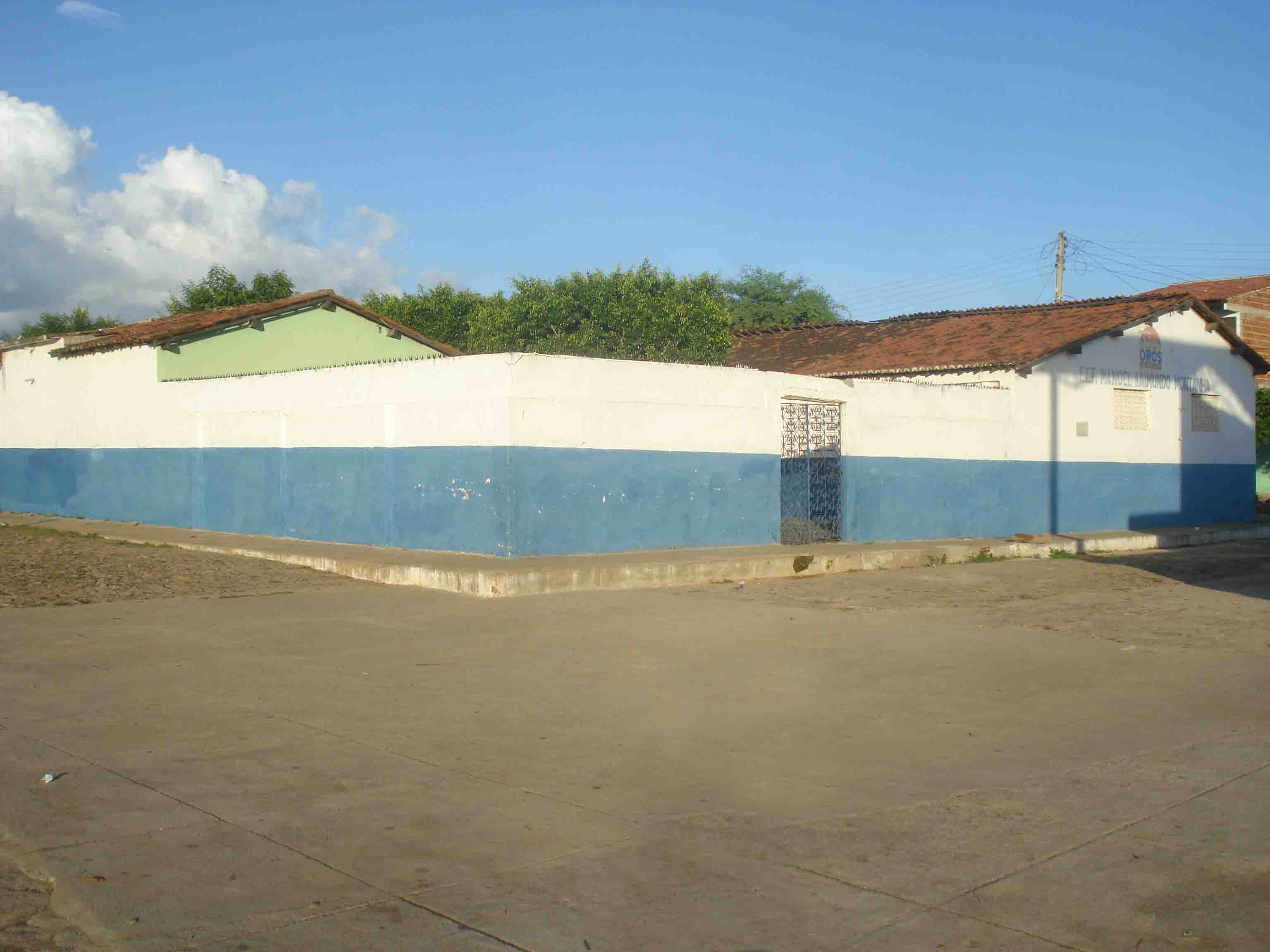
Escola Manoel Raimundo Montanha.

### Educação infantil
A educação das crianças do distrito é feita pela Escola de Educação Infantil (E. E. I. Chapeuzinho Vermelho).

### Ensino fundamental
O Ensino Fundamental, oferecido no distrito de Guassussê, conta com somente duas escolas. Uma de 1º ao 4º Anos (antigas 1ª a 4ª séries): E. E. F. Manoel Raimundo Montanha; E outra de 5º ao 9º Ano (antigos 4ª a 8ª séries): E. E. F. Isaías Cândido Rodrigues.

### Ensino médio
Infelizmente, para concluírem o Ensino Médio, os estudantes necessitam de se deslocarem cerca 18 km até a sede do município, pois é lá que está localizada a única escola que oferece ensino médio regular na região (salvo o distrito de Palestina, que já oferece a modalidade de ensino no próprio distrito) mais próxima ao distrito. Porém, parte dos estudantes do ensino médio estão migrando para o ensino técnico integrado e integral na cidade de Icó oferecido pela EP José Walfrido Monteiro, ou mesmo nos IFCE campus Cedro e Iguatu.

## Hidrografia
O abastecimento de água da região é fomentado pelo Açude Público Orós através do canal que interliga a bacia do Jaguaribe à do Salgado (canal Orós - Lima-campos). Devido a reincidente estiagem (cinco anos seguidos de seca) do ano de 2016, a população sofreu intensamente com falta d'água, sendo que a administração pública e os órgãos competentes tiveram que encontrar fontes de água alternativa através dos reservatórios locais de pequeno porte como o Açude do Colosso (Córrego dos Negros) assim como a perfuração de poços artesianos para suprir a demanda de água.

## Religião
A religião predominante em Guassussê é o catolicismo, caracterizado especificamento pela devoção à padroeira do distrito: Nossa Senhora da Conceição. Contudo no decorrer dos anos há um aumento expressivo de cristãos protestantes, bem como dos que se denominam evangélicos. Os movimentos com maior número de congregados são respectivamente o Batista regular(fundamentalista) e Assembleia de Deus templo central( pentecostal), além de outras denominações( maioria de cunho pentecostal) que têm surgido .